# دفنة قصيرة الأنبوب
دفنة قصيرة الأنبوب (الاسم العلمي:Daphne brevituba) هي نوع من النباتات تتبع جنس الدفنة من الفصيلة المثنانية.